# 64 Pomorski Pułk Zmechanizowany
 64 Pomorski Pułk Zmechanizowany Strzelców Murmańskich  (64 pz) – oddział zmechanizowany Sił Zbrojnych RP okresu transformacji ustrojowej.
W 1951 w garnizonie Czarne, w oparciu o etat Nr 5/83, sformowany został 64 pułk zmechanizowany. Jednostka podporządkowana została dowódcy 20 Dywizji Zmechanizowanej. Do 15 stycznia 1953 pułk przeformowany został na etat Nr 5/105 pułku zmechanizowanego. W 1955 jednostka przeformowana została w 64 pułk czołgów średnich, a dwa lata później rozformowana.
W 1990 roku 51 Kościerski Pułk Czołgów Średnich, stacjonujący w garnizonie Braniewo, przeformowany został w 51 pułk zmechanizowany i skadrowany.

## Tradycje pułku
10 października 1992 roku 51 Pułk Zmechanizowany przyjął dziedzictwo tradycji: 
- Grudziądzkiego pułku strzelców (1919-1920)
- 64 Grudziądzkiego pułku piechoty (1920-1938)
- 64 Pomorskiego pułku Strzelców Murmańskich (1938-1939)
- 64 Pomorskiego batalionu piechoty (1944-1947)

oraz numer "64" i nazwę wyróżniającą "Pomorski pułk Strzelców Murmańskich". 
Od tego czasu oddział powinien występować jako 64 Pomorski pułk zmechanizowany Strzelców Murmańskich lecz jak twierdzi autor monografii 16 DZ, jednostka do czasu rozformowania – 30 czerwca 1994 roku – używała poprzedniej nazwy.

## Organizacja pułku na początku lat 90. XX wieku

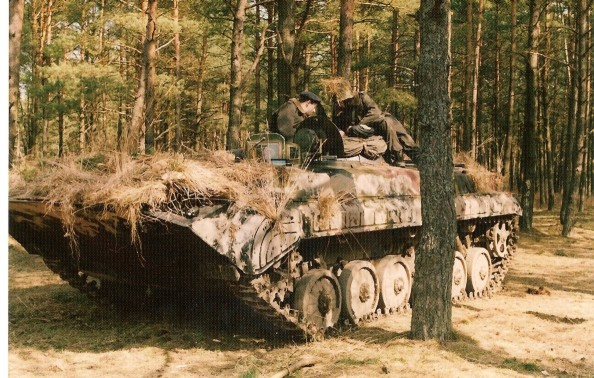
Podstawowy wóz bojowy pułku -(BWP-1)

- Dowództwo i sztab
- kompania łączności
- pluton regulacji ruchu
- 1 batalion zmechanizowany
- 2 batalion zmechanizowany
- 1 batalion czołgów
- 2 batalion czołgów
- dywizjon artylerii samobieżnejPodstawowy wóz bojowy pułku -(BWP-1)
- dywizjon przeciwlotniczy
- bateria przeciwpancerna
- kompania saperów
- kompania rozpoznawcza
- kompania zaopatrzenia
- kompania remontowa
- kompania medyczna
- pluton chemiczny

## Przekształcenia
1. 64 pułk zmechanizowany → 64 pułk czołgów
2. 14 pułk czołgów i artylerii pancernej → 14 pułk czołgów → 51 Kościerski pułk czołgów → 51 pułk zmechanizowany → 64 pułk zmechanizowany